# Dielocroce meadewaldoi
Dielocroce meadewaldoi is een insect uit de familie van de Nemopteridae, die tot de orde netvleugeligen (Neuroptera) behoort. 
Dielocroce meadewaldoi is voor het eerst wetenschappelijk beschreven door Navás in 1911.